# Chlorocebus sabaeus
Singe vert, Vervet vert, Callitriche
Pour les articles homonymes, voir Callitriche (singe), Vervet et Singe vert.
Espèce
Synonymes
- Cercopithecus sabaeus
- Cercopithecus aethiops sabaeus
- Chlorocebus aethiops sabaeus

Statut de conservation UICN

 LC  : Préoccupation mineure
Statut CITES
Le Vervet vert ou Singe vert (Chlorocebus sabaeus) est un primate de taille moyenne du genre Chlorocebus, de la famille des Cercopithecidae. Son aire de répartition est l'Afrique subsaharienne. Il est également connu sous le nom de Callitriche. Certains scientifiques pensent que tous les membres du genre Chlorocebus appartiennent à une seule et même espèce. 
L'expression « singe vert » est ambiguë puisqu'elle est parfois employée également pour désigner Cercopithecus aethiops.

## Description

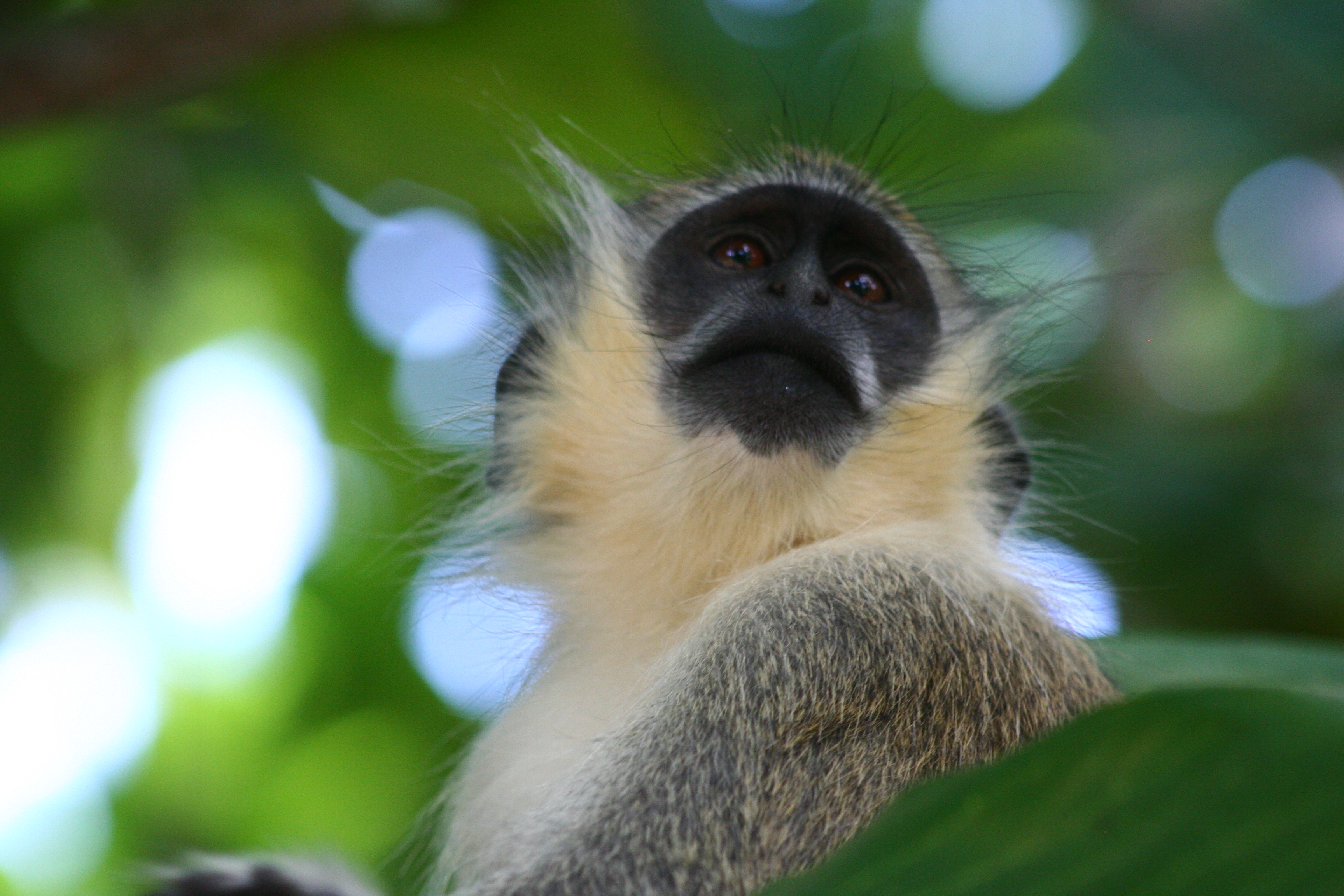
Face sombre aux favoris paille.

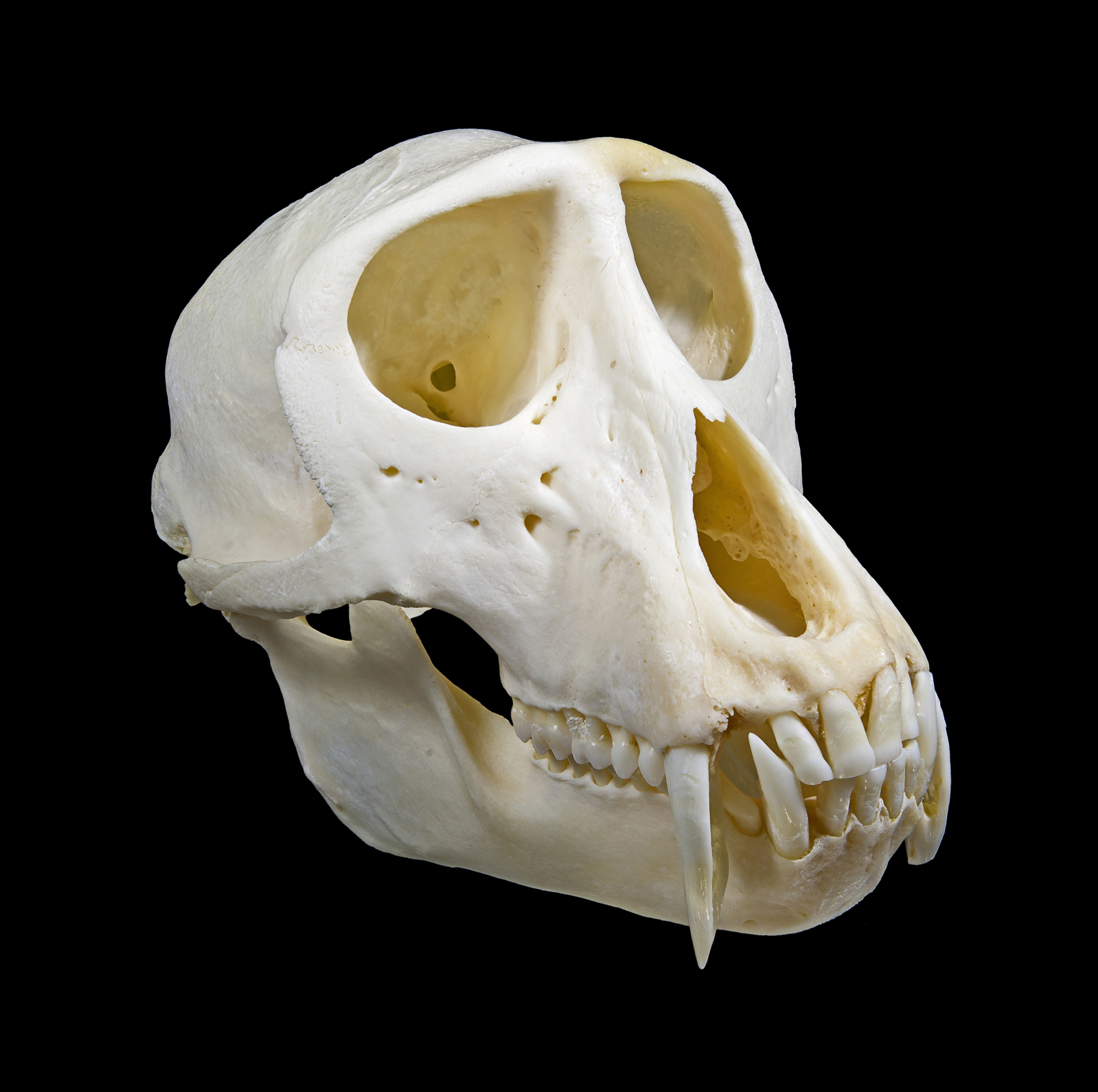
Crâne d'un mâle

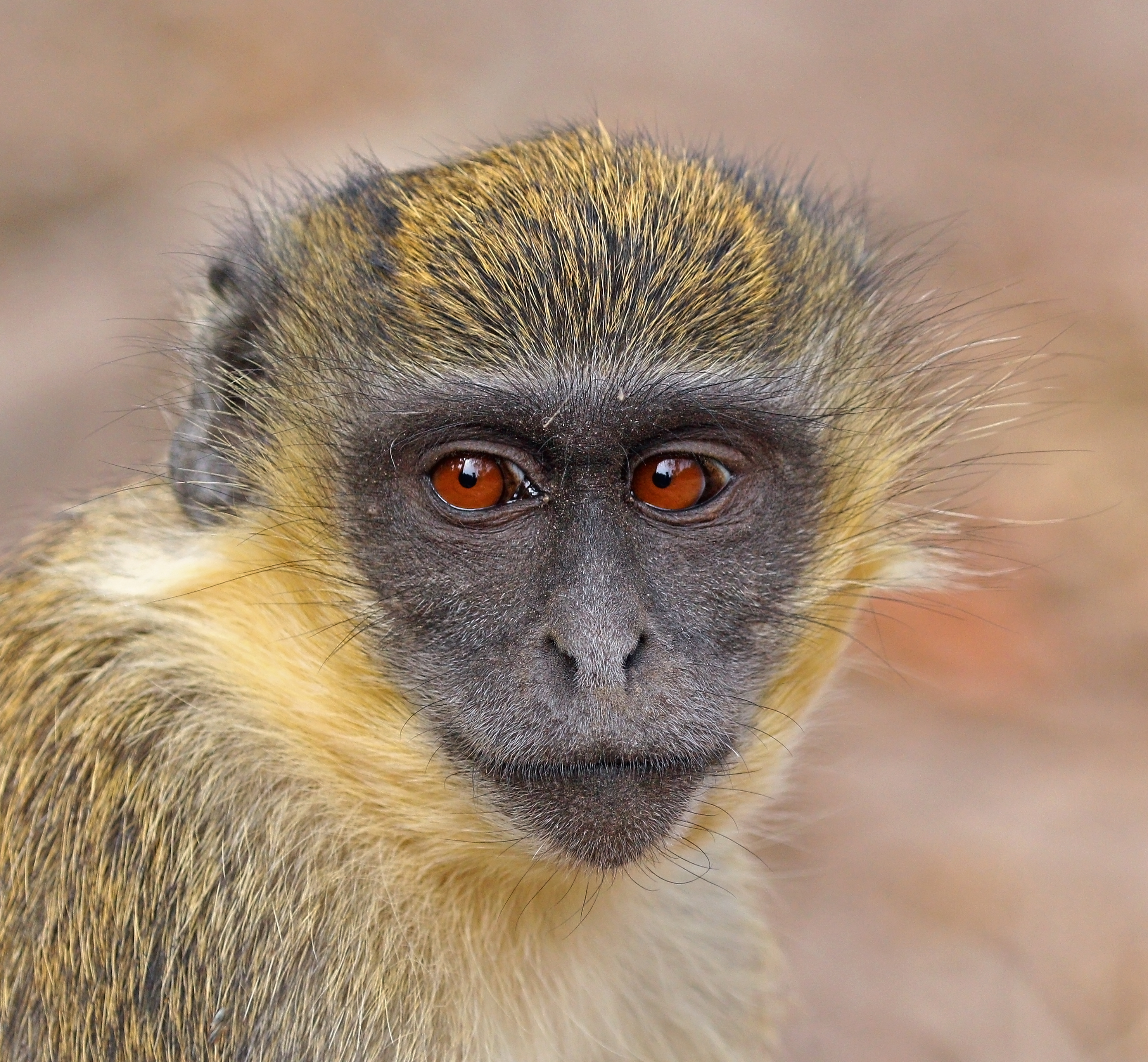
Un jeune individu

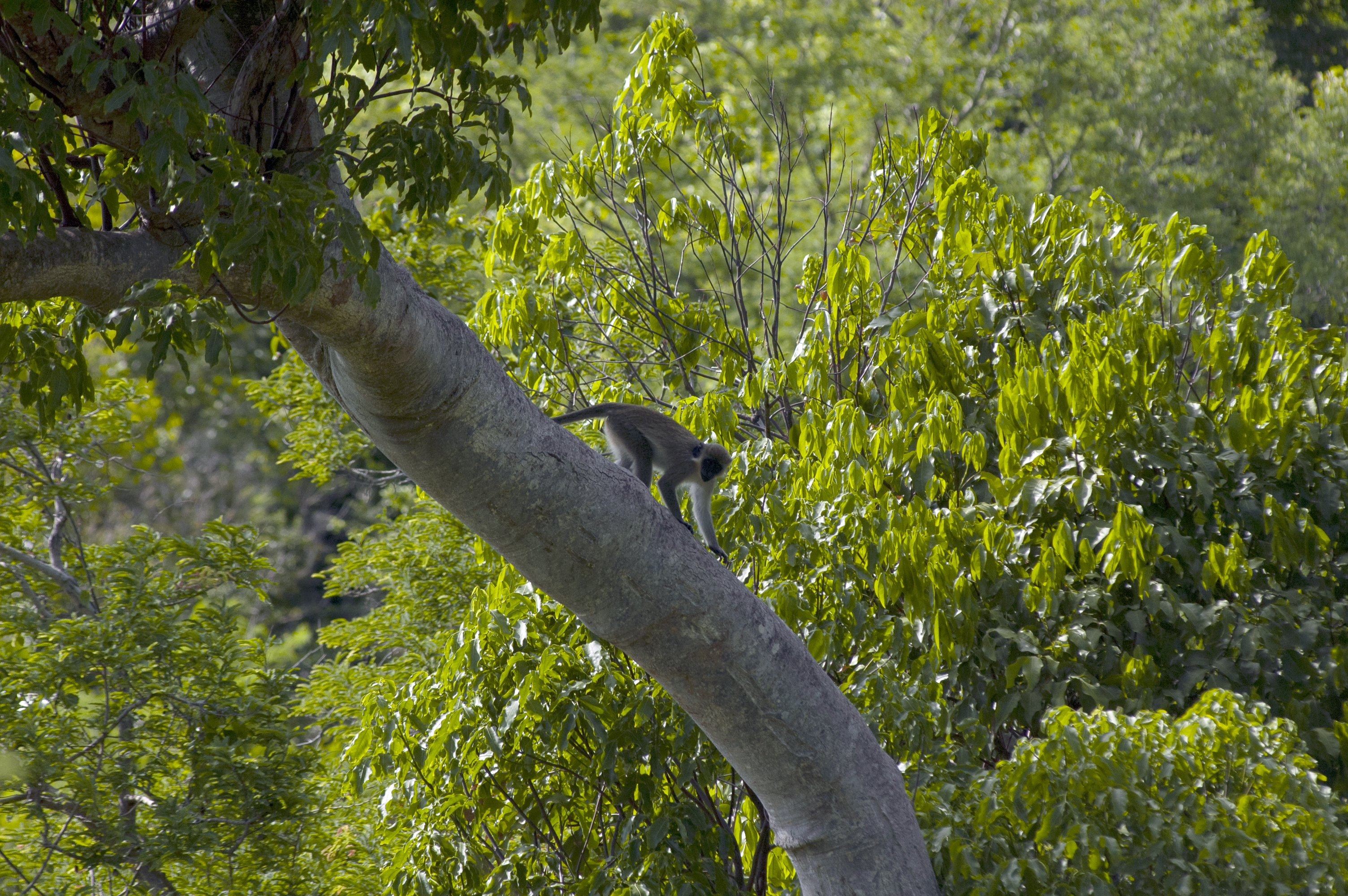
Singe Vert de Saint-Martin (Bellevue)

La longueur du corps varie de 40 à 60 cm. La queue peut atteindre jusqu'à 70 cm. La masse se situe entre 4 et 6 kg. Les mâles sont beaucoup plus grands que les femelles.
L'extrémité de la queue est jaune d'or ainsi que le dos des cuisses et les favoris sur les joues. Il n'a pas de bande de fourrure sur le front, comme les autres espèces de Chlorocebus. Les mâles ont un scrotum bleu pâle voire un peu verdâtre.

## Habitat

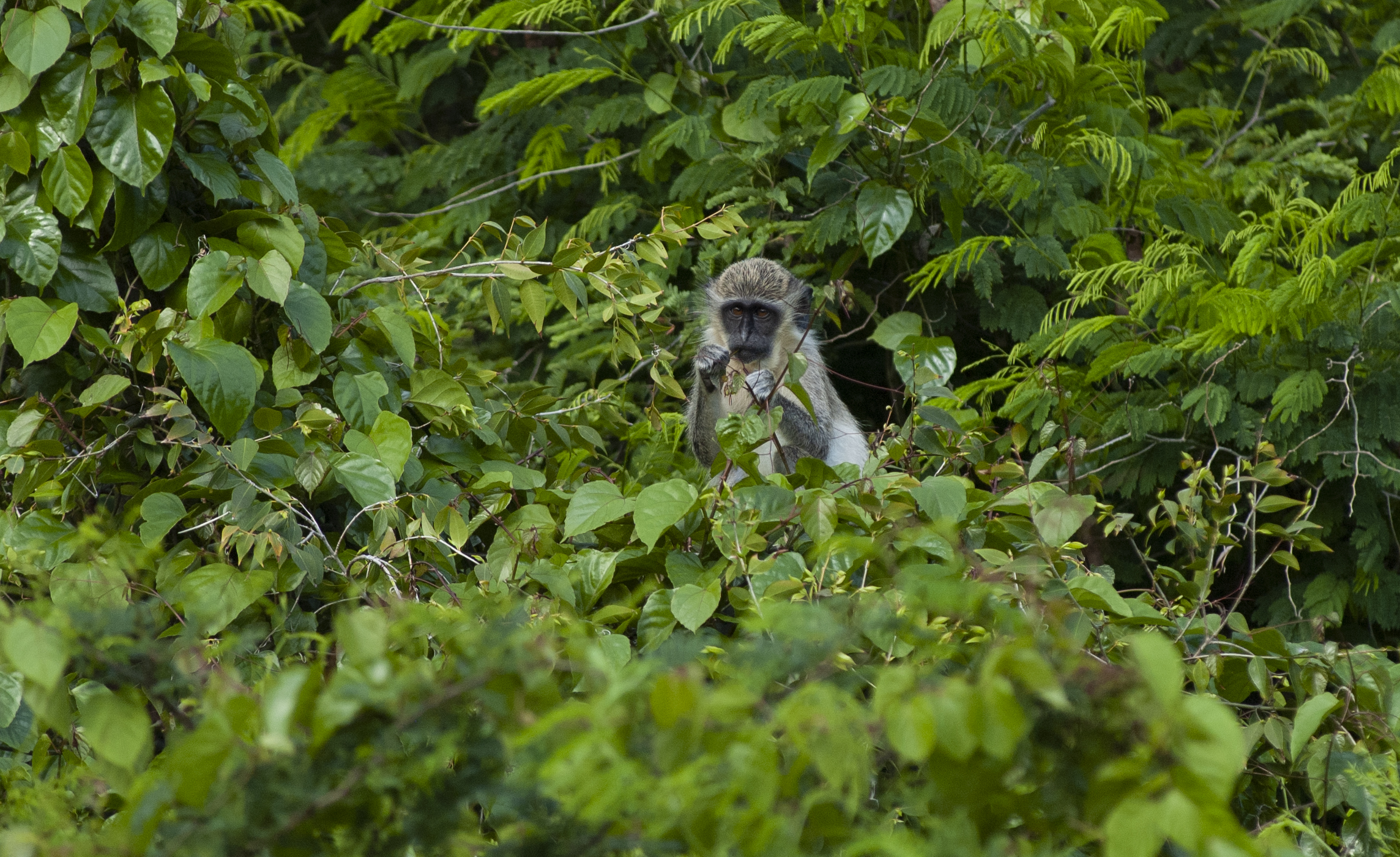
Chlorocebus sabaeus de Saint-Martin

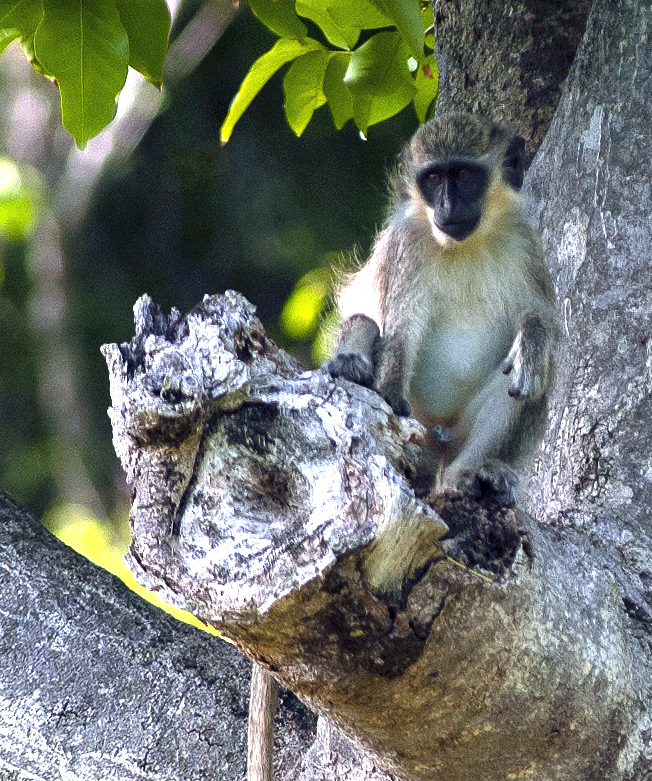
Singe vert de Saint-Martin

Il vit en lisière des zones boisées et dans les savanes africaines, notamment du Sénégal et de la Guinée. Il est abondant dans le parc national du Niokolo-Koba au Sénégal. Sa population y est estimée à 30 000 individus. Il a été introduit dans les îles du Cap-Vert, au nord-ouest de l'Afrique, dans les îles antillaises de Saint-Kitts, Niévès, Saint-Martin et à la Barbade

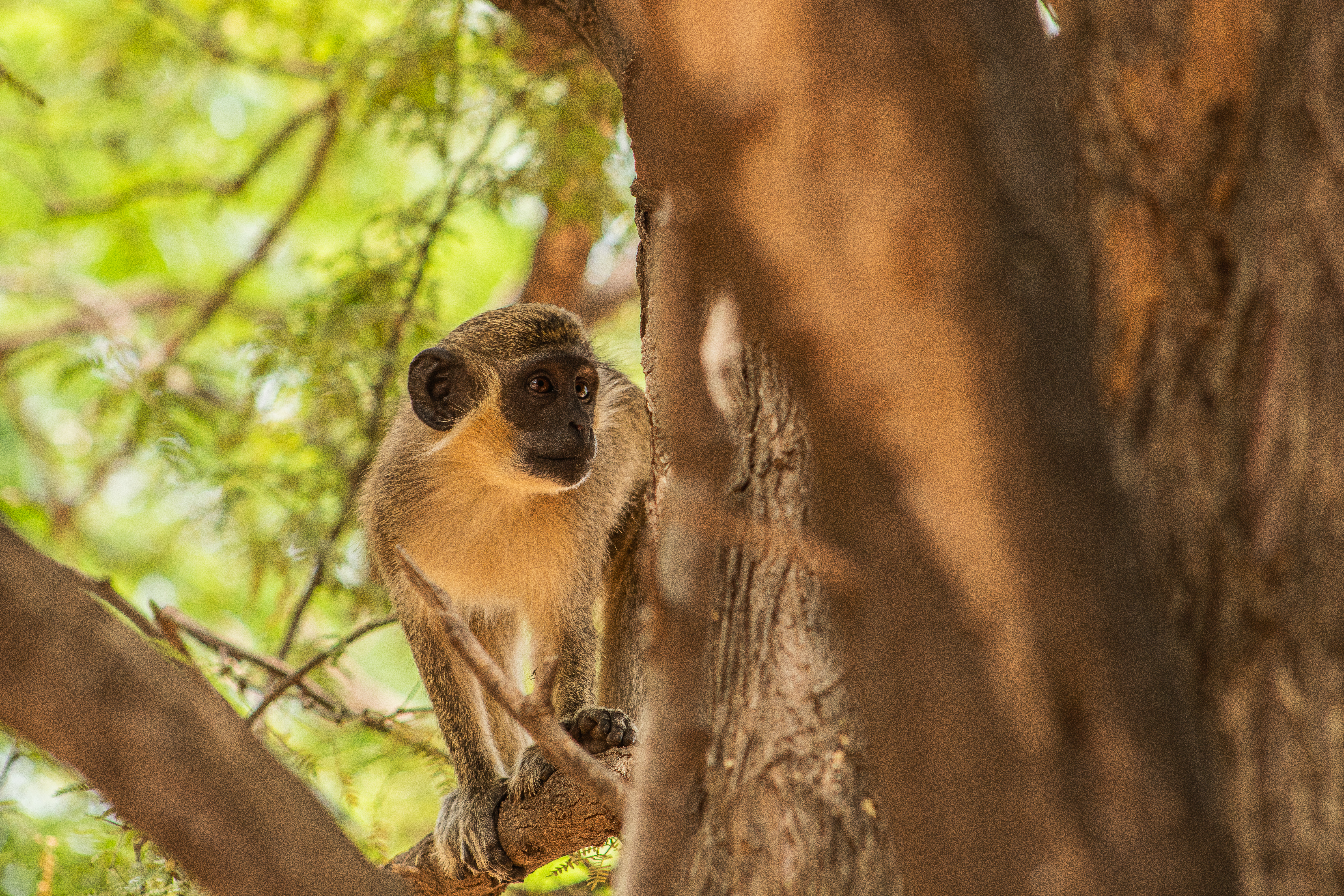
Singe vert à la réserve naturelle de Popenguine au Sénégal

Il se rencontre dans un large éventail d'habitats boisés, allant de la forêt du Sahel très sèche jusqu'aux forêts tropicales. Il est également souvent vu dans les régions côtières, où il se nourrit d'aliments de bord de mer comme les crabes.

## Biologie
L'activité est diurne. Il vit sur le sol, ainsi que dans les arbres. Il se rencontre en groupes constitués de quelques mâles, de femelles et de jeunes, qui peuvent atteindre 80 individus. Au sein des groupes existe une hiérarchie stricte pour l'accès à la nourriture et aux soins de toilette quotidienne (Social grooming).
La femelle, après une gestation d'environ 160 jours donne naissance à un petit, qui atteint la maturité sexuelle entre 4 et 5 ans.

## Alimentation
En milieu naturel, son alimentation comprend des fruits, des feuilles, des racines, des graines et à l'occasion des œufs, de petits reptiles ou des oiseaux.

## Relations à l'homme
Les singes verts sont assez téméraires et ne craignent pas la cohabitation avec l'homme dans de nombreuses grandes villes d'Afrique, où ils disputent souvent les déchets d'origine humaine aux autres animaux commensaux, chats, rats et oiseaux (pigeons, corbeaux). Particulièrement agiles, ils sont également capables de voler de la nourriture laissée sans surveillance et se livrent parfois à de véritables pillages dans les maisons, à la recherche de nourriture (fruits, gâteaux…).
S'ils constituent parfois un problème, ces animaux sont bien trop charismatiques auprès des touristes pour que les pouvoirs publics entreprennent la moindre action à leur encontre. La lutte se limite généralement à l'interdiction de les nourrir.
De jeunes singes verts sont parfois élevés comme animaux de compagnie, les propriétaires recourant souvent à la castration et au limage des canines pour diminuer leur agressivité et leur dangerosité. Néanmoins, un tel animal est susceptible d'avoir des réactions imprévisibles et surtout un potentiel de destruction extrêmement élevé dans une habitation. Leur détention en captivité est interdite ou étroitement réglementée dans de nombreux pays.